# Памятник Александру Невскому (Курск)
Памятник Александру Невскому в Курске располагается на территории Первомайского парка. Открыт 15 октября 2000 года. Скульптор Вячеслав Клыков.

## История
Весомую роль в создании памятника Александру Невскому в Курске сыграла организация ветеранов Великой Отечественной войны, секция кавалеров ордена Александра Невского, сформировавшаяся в июне 1998 года в Курской области. По просьбе данной организации российский скульптор Вячеслав Клыков, курянин по происхождению, на безвозмездной основе создал памятник Александру Невскому и подарил его городу Курску.
15 октября 2000 года памятник в торжественной обстановке был открыт и освящен в Первомайском парке.

## Композиция
Курский вариант памятника относится к широко распространенному типу памятников Александру Невскому, представляющему собой скульптуру в виде одиночной фигуры.
Динамичность постановки фигуры, отсутствие щита, большой меч в курском варианте памятника скорее выражают идею активного утверждения веры, чем ее защиты.
На постаменте высечена надпись: «Не в силе Бог, а в правде».